# Seleção Niueana de Futebol
A Seleção Niueana de Futebol é o time que representa a ilha de Niue em competições oficiais. 
Niue foi um membro associado da OFC, até que sua filiação foi revogada em 2021 por inatividade. Niue também não faz parte da FIFA. Foi fundada em 1960 e afiliada à OFC em 1986.
A ilha, que é um Estado Livre Associado à Nova Zelândia, jogou apenas 2 jogos em sua história contra Papua Nova Guiné e Taiti, pelos Jogos do Pacífico de 1983, e perdendo sempre por goleadas (14 a 0 para o Taiti e 19 a 0 para Papua Nova Guiné).